# Lademoen
Lademoen er en bydel i Trondheim som ligger øst for centrum. Lademoen er området øst for Meråkerbanen, vest for Innherredsveien, nord for Nedre Elvehavn og syd for villaområdet i Lade. Lademoen består for det meste af gamle bygårde, bygget i slutningen af 1800-tallet og tidligt i 1900-tallet. Bygårdene er for det meste bygget i mursten, men længst mod syd i bydelen findes et området bygget i træ. De fleste bygårde rummer lejligheder, samt enkelte forretninger. Her ligger også Lademoen kirke, tidligere Lademoen skole, Lademoen stoppested og Lademoen park ("Lamoparken"). Lademoen var tidligere et typisk boligområde for arbejderklassen.

## Galleri
- Lademoen park (La'moparken, Eli plass)[3] set i retning af Mellomveien ca. 1910-1915
- Lademoen folkeskole (Lademoens skole) ca. 1910-1915. Skolen blev taget i brug i 1906 og var ungdomsskole 1967-1993. Den blev siden til kunstneratelierer.[2]
- Lademoen kirke stod færdig 1905.[1]
- Fra den jødiske gravlund o Lademoen: Mindesmærke over ofrene for jødeudryddelsen under andre verdenskrig fra Midt- og Nord-Norge.